# Грановский, Александр Александрович
Александр Александрович Грановский (15 января 1971 год, Бердск, СССР — 9 ноября 2019, Москва, Россия) — российский квантовый химик, автор программного пакета для ab initio квантовохимических расчётов Firefly.

## Биография
Родился 15 января 1971 года в городе Бердск Новосибирской области. В 1986 г. семья переехала в Москву, где обучался в средней общеобразовательной школе № 171 Ленинского района г. Москвы и был победителем городских и всесоюзных химических олимпиад в 1985/86, 1986/87 и 1987/88 гг. В 1988 г. окончил специализированный химический класс школы № 171 при химическом факультете МГУ с серебряной медалью и в составе команды СССР участвовал в 20-й международной олимпиаде школьников по химии, проходившей в Эспоо. Как призёр олимпиады был зачислен на химический факультет МГУ без экзаменов.
Обучался в специализированной физико-химической группе (11 группа). Со второго по пятый курс представлял студенческий коллектив в Учёном Совете факультета. Участвовал во всесоюзных и международных студенческих олимпиадах по химии в 1990—1992 гг. В 1990 г. на XV Международной олимпиаде по аналитической химии в Праге занял 3-е абсолютное место в личном первенстве и 1-е место в личном первенстве в теоретическом туре, а на всесоюзной олимпиаде «Студент и научно-технический прогресс» в Алма-Ате — 2-е место в личном первенстве. За успехи в учёбе и активную организационную работу был удостоен специальной стипендии общества «Филантропия» при Советском фонде мира.
Научную деятельность начал на 1 курсе в лаборатории химии редких элементов (упразднена в 1991 с образованием лаборатории химии координационных соединений) кафедры неорганической химии под руководством доц. А. И. Жирова. На 3 курсе перешёл в лабораторию строения и квантовой механики молекул кафедры физической химии, где выполнял исследования под руководством доц. В. Б. Павлова-Верёвкина. Защитив дипломную работу в 1993 г. и получив диплом с отличием, поступил в аспирантуру химического факультета по специальности «Физическая химия» под руководством профессора Н. Ф. Степанова.
После окончания аспирантуры в ноябре 1996 г. работал на химическом факультете МГУ в должности научного сотрудника лаборатории химической кибернетики кафедры физической химии под руководством А. В. Немухина, основной деятельностью являлась работа над кодом PC GAMESS — программы для квантовохимических расчётов. В 1999—2002 гг. был ответственным исполнителем хоздоговора между факультетом и компанией Intel «Разработка программного пакета PC GAMESS, предназначенного для высокоэффективных квантовохимических расчётов высокого уровня теории», а также ещё ряда договоров с Intel в 2005—2007 гг.
Покинул МГУ в апреле 2009 года, переименовывал PC GAMESS в Firefly и образовал проект Firefly Project Team для работы над своей программой. При этом он сотрудничал с коллегами из МГУ, Центра Фотохимии РАН и других организаций, работал специалистом-консультантом Kintech Lab. В 2016 г. у А. А. Грановского диагностировали диабет, из-за чего он стал заниматься своим здоровьем, а работа над Firefly замедлилась. Скончался 10 ноября 2019 года.

## Научная деятельность
Первые работы А. А. Грановского были посвящены мерам хаотичности динамики в квантовой механике и описанию локализованных высоковозбуждённых колебательных состояний молекулярных систем в рамках квазиклассического подхода.
В аспирантуре он занимался применением методов классической и квантовой динамики для описания высоковозбуждённых локализованных состояний молекул. Предложил эффективные методы расчёта ряда характеристик (энергий, волновых функций, туннельных расщеплений) локализованных высоковозбуждённых состояний — шрамов периодических орбит. Использовал классические и полуклассические методы для описания динамики слабосвязанных комплексов, в том числе для оценки времён жизни комплексов в зависимости от степени колебательного возбуждения. Обнаружил существенное влияние тонких особенностей структуры фазового пространства (регулярных и нерегулярных нелинейных резонансов) на оценки времён жизни.
После того, как на химическом факультете МГУ в 1993 году появляется код программы GAMESS (US), изначально предназначенной для использования на мейнфреймах, Грановский занялся адаптацией этой программы под персональные компьютеры и разработкой высокоэффективных алгоритмов квантовохимических методов. В число этих методов входят теория возмущений Меллера-Плессета второго порядка, многоконфигурационная квазивырожденная теория возмущения второго порядка, теория функционала плотности и зависящая от времени теория функционала плотности. В списке трудов А. А. Грановского насчитывается 30 статей и ряд докладов на конференциях.

## PC GAMESS и Firefly
Первая версия PC GAMESS, предназначенная только для использования внутри факультета, появилась в 1994 году в результате замены ряда алгоритмов на оптимизированные под современные. 18 марта 1997 года в общий доступ выходит версия PC GAMESS 4.0. Использование этой программы позволило сократить время расчётов с месяцев до нескольких дней.
Далее Грановский занялся переписыванием кода, сначала изменяя имеющиеся модули программы, а потом добавляя новые, позволяющие реализовать алгоритмы расчёта в рамках методов Меллера-Плессета и конфигурационного взаимодействия. Одновременно с этим шла оптимизация программы: поддержка больших (более 2 Гб) файлов, ускорение процедур ввода-вывода, сокращение числа запросов к жёсткому диску.
В 1999 году компания Intel заинтересовалась PC GAMESS. Грановский начал использовать библиотеки Intel MKL, добавил автоматическое распознавание типа процессора, включая различные поколения Intel и AMD, а также получил от Intel двухгодичный грант для своих разработок. Читал лекции об использовании программы в МГУ и за его пределами.
Грановский обеспечивал совместимость своей программы с версией с американским GAMESS, но это становилось затруднительно, так как PC GAMESS уже являлся полноценным ответвлением от оригинала. В 2000 году создал отдельный сайт для программы, где её можно было скачать, а на сайте оригинала некоторое время была ссылка на сайт PC GAMESS. Программы остаются частично совместимы на уровне формата файлов ввода-вывода.
Окончательное отделение PC GAMESS от GAMESS (US) началось в 2008 году. Процесс разделения шёл в течение года, и 4 декабря 2009 года название программы официально было сменено на Firefly. У Грановского появляются помощники, которые написали руководство по работе с программой и активно участвовали в обсуждении Firefly на форуме.
Работа над Firefly продолжалась вплоть до 2016 года, она стала одной из самых быстрых программ для квантовой химии, особенно для больших многоконфигурационных расчётов. Последняя версия программы (8.2.0) была выпущена в сентябре 2016 года. Firefly активно используется учёными из разных стран при выполнении научных работ, требующих квантовохимических расчётов. Расчёты на Firefly проводятся на ряде российских суперкомпьютеров.

## Педагогическая деятельность
Всё своё время в МГУ Грановский параллельно с учёбой и научной работой занимался преподаванием. Во время обучения участвовал в работе кружков по углублённому изучению химии для школьников, а затем в подготовке команды школьников к Всесоюзной олимпиаде по химии. В аспирантуре он вёл занятия в практикуме по физической химии для студентов 3 курса и факультативные занятия по математике для студентов 1 курса. После окончания аспирантуры читал спецкурс «Дополнительные главы квантовой химии». Также под его руководством были защищены две дипломные работы.

## Память
В 2020 и 2021 годах были проведены симпозиумы по вычислительной химии памяти А. А. Грановского, включающие в себя доклады по спектроскопии, теоретической, структурной и физической химии.